# Kenyentulus datongensis
Kenyentulus datongensis är en urinsektsart som beskrevs av Imadaté och Yin 1983. Kenyentulus datongensis ingår i släktet Kenyentulus och familjen lönntrevfotingar. Inga underarter finns listade i Catalogue of Life.